# Chlorotettix obscurus
Chlorotettix obscurus är en insektsart som beskrevs av Delong 1945. Chlorotettix obscurus ingår i släktet Chlorotettix och familjen dvärgstritar. Inga underarter finns listade i Catalogue of Life.